# Geneta aquàtica
La geneta aquàtica (Genetta piscivora) és un mamífer carnívor del nord-est de la República Democràtica del Congo, relacionada amb les civetes i els linsangs. L'estat de conservació d'aquesta geneta és deficient en dades, però es creu que es troba entre els carnívors africans més rars.

## Descripció
A diferència d'altres genetes que tenen un pelatge cobert de taques i cues amb anells, la geneta aquàtica té un pelatge llis i de color òxid i una cua negre, amb taques blanques entre els ulls i al costat de la boca. El seu cos és allargat i les extremitats relativament curtes. Les seves potes són glabres, una adaptació per la captura de peixos. La longitud del cos és d'uns 45 centímetres, i la de la seva llarga cua és de 35 cm. El seu pes és d'uns 1,5 quilograms. Estant que només es coneix l'existència de 30 espècimens, i alguns dels quals no estan identificats per sexe, es fa difícil d'especular sobre la possibilitat d'un dimorfisme sexual.
Les genetes aquàtiques tenen dents relativament petites i febles en comparació amb altres genetes de mida similar, amb unes molars poc desenvolupades. Els premolars són més grosses i més desenvolupades que les molars. Alguns han suggerit que les dents s'han modificat com a adaptació a les seves preses aquàtiques i relliscoses. El crani llarg es caracteritza per uns bulbs olfactoris relativament petit, el que indica un sentit poc desenvolupat de l'olfacte. Aquest sentit de l'olfacte subdesenvolupat, encaixa amb el fet de ser una espècie especialitzada en preses aquàtiques.

## Ecologia
Les genetes aquàtiques viuen a les selves equatorials del centre d'Àfrica. La seva àrea de distribució s'estén des de la riba nord-est del riu Congo a la fossa que s'estén a l'est i nord-est de la República Democràtica del Congo. No s'han confirmat registres de la presència d'aquesta espècie a Uganda i Burundi.
Es troba en selves equatorials denses, en general al llarg dels rierols, a alçades entre 460 i 1.500 metres. Alguns exemplars han estat ser capturats en boscos poblats principalment per arbres del gènere Gilbertiodendron, i altres han estat capturats principalment prop de l'aigua o al llarg de les rieres.
Com la majoria de membres de la seva família, és una espècie reservada i rarament vista, i se sap molt poc sobre el seu comportament a la natura. Porta una vida semi-aquàtica (en part a l'aigua) i és probable que sigui solitari i nocturn. Malgrat la seva dieta i el seu nom, no és una bona nedadora.
La seva dieta consisteix principalment en peixos i granotes, als quals atrapa colpejant la superfície de l'aigua dels rierols, encara que de vegades s'alimenten de tapioques, tubercles carregats d'aigua.
Existeix poca informació sobre l'aparellament de les genetes aquàtiques. Semblen ser animals solitaris, per tant mascles i femelles probablement només s'ajunten per aparellar-se. Donat que es tracta d'una espècie única dins el gènere, es fa impossible especular sobre el sistema d'aparellament d'aquesta espècie, basant-se en el d'una altra espècie estretament relacionada.
Atès que es tracta d'una de les espècies de vivèrrid més estranyes, es disposa de molt poca informació del cicle reproductiu d'aquesta espècie. Una femella capturada a la fi de desembre, tenia un embrió de quinze centímetres. Molts vivèrrids de l'Àfrica equatorial tenen temporades de reproducció que corresponen amb les estacions de pluges.
Actualment es desconeix completament el mètode de cria de la geneta aquàtica. No obstant això, la majoria de femelles de la família dels vivèrrids, són generalment les responsables de la cria dels seus cadells. Donat que aquesta espècie és aparentment solitària, no hi ha motius per pensar que el mascle s'implica en la cria dels joves. La majoria de vivèrrids neixen altricials, i són criats per la mare en un niu o un cau. Les femelles donen llet als joves i els van proveint aliment sòlid a mesura que van creixent.
No s'ha observat cap jcomunicació entre genetes aquàtiques. Malgrat tot, com la majoria de mamífers, és probable que utilitzi una combinació de senyals visuals, auditives, tàctils i olfactives per comunicar-se amb altres individus de la mateixa espècie.

## Taxonomia i conservació
Aquesta espècies estava anteriorment ubicada en un gènere propi, Osbornictis. No obstant això, actualment s'ha consensuat que el gènere Osbornictis és el mateix que el gènere Genetta.
En alguns zones de la seva àrea de distribució és considerada com a espècie extremadament poc freqüent, mentre que a altres llocs és més comuna. La informació que es té d'aquesta espècie és molt feble, per tant és difícil de determinar el seu estat de conservació. Les selves equatorials en les que viu estan relativament inalterades. Això és a causa de la inaccessibilitat, la poca població humana, i un terra pobre pel cultiu. Les amenaces més grans d'aquestes àrees són la pèrdua d'hàbitat a causa de la mineria i la desforestació. A causa de la seva dependència dels peixos, les genetes aquàtiques poden ser vulnerables a l'acumulació de toxines i minerals als rius i rierols, com a resultat de les activitats mineres. Les genetes aquàtiques només viuen a les selves equatorials del Congo, per tant la conservació d'aquests ecosistemes és crítica per la seva supervivència.